# Wu Shude
Wu Shude (18 de setembro de 1958, em Nanning, região autonôma de Guangxi Zhuang) é um chinês, campeão mundial e olímpico em halterofilismo.
Começou a treinar no levantamento de peso em 1973; entrou para a equipe de Guangxi em 1977. Em 1980, estabeleceu um recorde mundial no arranque — 112 kg, na categoria até 52 kg. Campeão asiático de halterofilismo em 1981, definindo novo recorde mundial no arranque — 126,5 kg, na categoria até 56 kg. Medalha de ouro nos Jogos Asiáticos de 1982; bronze no campeonato mundial do mesmo ano.
Em 1983 definiu mais um recorde mundial no arranque — 128 kg na categoria até 56 kg. Em 1984, ganhou a medalha de ouro nos Jogos Olímpicos de Los Angeles.
Quadro de resultados
| Ano  | Posição | Competição                            | Classe de peso | Marca                                            |
| 1978 | /       | Campeonato Mundial Júnior em Atenas   | –52 kg         | Sem marca no total (1° no arranque com 102,5 kg) |
| 1979 | 2.      | Campeonato Mundial Júnior em Debrecen | –52 kg         | 227,5 kg (107,5+120)                             |
| 1979 | 5.      | Campeonato Mundial em Salônica        | –52 kg         | 237,5 kg (110+127,5)                             |
| 1981 | 5.      | Campeonato Mundial em Lille           | –56 kg         | 257,5 kg (117,5+140)                             |
| 1982 | 1.      | Campeonato Asiático em Nagoya         | –56 kg         |                                                  |
| 1982 | 1.      | Jogos Asiáticos em Nova Délhi         | –56 kg         |                                                  |
| 1982 | 2.      | Campeonato Mundial em Ljubljana       | –56 kg         | 270 kg (125+145)                                 |
| 1983 | 5.      | Campeonato Mundial em Moscou          | –56 kg         | 265 kg (125+140)                                 |
| 1984 | 1.      | Jogos Olímpicos e Campeonato Mundial  | –56 kg         | 267,5 kg (120+147,5)                             |